# Femmine in gabbia
Femmine in gabbia (Caged Heat) è un film del 1974, diretto da Jonathan Demme.

## Trama
In un carcere femminile isolato dal mondo - la "gabbia" del titolo - una direttrice disabile psicopatica e un medico sadico, già torturatore di prigionieri nel Vietnam, reprimono gli istinti sessuali delle detenute con metodi brutali.  Alcune detenute, tra cui la nera Maggie, organizzano una rivolta e quando riescono a fuggire dal carcere, la polizia si impegna a non lasciarne in vita alcuna.